# Хлонд, Август
Август Хлонд (пол. August Hlond; 5 июля 1881, Бжековице, Германская империя — 22 октября 1948, Варшава, Польша) — польский кардинал, член монашеского ордена салезианцев. Епископ Катовице с 14 декабря 1925 по 2 июня 1926. Архиепископ Гнезно-Познани и примас Польши с 2 июня 1926 по 22 октября 1948. Архиепископ Варшавы с 13 июня 1946 по 22 октября 1948. Кардинал-священник с 20 июня 1927, с титулом церкви Санта-Мария-делла-Паче с 22 декабря 1927.

## Память
- В Познани возле Семинарии для Заграничной Полонии находится Памятник Августу Хлонду, открытый в 1981 году.